# Château Nipozzano
Le château Nipozzano (en italien : Castello Nipozzano)  est un château médiéval situé à Pelago (ville métropolitaine de Florence) en Toscane.
Il est situé au sommet d'une colline, à environ 350 m d'altitude, d'où il domine les villages de San Francesco et Pontassieve, où se trouve le confluent de la Sieve avec l'Arno.
Sa position stratégique a permis, au fil des siècles, le contrôle des vallées en contrebas, traversées par la voie romaine Cassia Vetus.
Le village du château Nipozzano est typique de la période médiévale : le cassero, en position dominante, sous la cour et les autres bâtiments qui se développent le long de la route d'accès.

## Historique
Le château de Nipozzano était une propriété des comtes Guidi : il existe des documents en ce sens datant de 1062, dans le cadre d'un contrat avec lequel le comte Guido Guerra l'a acheté. L'examen de ce document montre clairement que le site fortifié date de la première moitié du XIe siècle, bien que la structure originale ait été détruite et reconstruite seulement plus tard.
La seigneurie des comtes Guidi sur Nipozzano est également confirmée par des diplômes impériaux datés respectivement de 1164 et 1191 (par l'empereur Arrigo VI) et 1220 (par Frédéric II) et presque certainement terminé avant 1225, puisqu'aucune mention n'est faite de ce château, dans l'acte avec lequel les cinq fils de Guido Guerra se partagèrent les biens possédés dans cette partie du territoire.
Le château passa ensuite à la famille vassale des Da Quona et, par donation, à la lointaine Abbaye de San Fedele a Strumi, situé dans le Casentino : il existe des témoignages à cet effet à travers le travail de Lapo da Castiglionchio.
C'est en 1218 que l'abbé de San Fedele, pour payer une dette contractée auprès de la Famille Adimari, fut contraint d'accorder toutes les terres, maisons et vignobles que possédait l'abbaye de Nipozzano qui étaient loués pour une durée de cinq ans (concession également renouvelée en 1275).
Un autre changement de propriété est attesté en 1283, lorsque les moines de l'abbaye de San Fedele a Strumi renoncèrent définitivement à la propriété de Nipozzano, le cédant à la famille florentine Cerchi, en particulier à Bindo de'Cerchi, en échange de terrains plus proches de la ville.
Nipozzano passa aux mains de la république de Florence à partir du début des années 1300 : la République y possédait son propre châtelain, comme le montrent les lettres de 1312 conservées dans les Archives des Réformes de Florence. Dans ces lettres, il est explicitement fait référence à la tâche de surveiller le passage de l'armée d'Henri VII de Luxembourg, se déplaçant d'Arezzo à Florence, pour assiéger la ville.
De la riche famille Cerchi, impliquée dans la lutte pour le contrôle de la municipalité de Florence, Nipozzano passa parmi les possessions de la famille Albizzi, leurs alliés, qui devint rapidement l'une des familles les plus riches de la ville de Florence. Vers la fin du XIVe siècle, avec la famille Albizzi, le château connut sa période de splendeur maximale : il fut transformé en une splendide demeure de campagne, devenant un lieu de rencontre pour les artistes et les écrivains.
Entre 1300 et 1400, la famille Albizzi s'affronta contre la famille rivale des Médicis, mais en sortit vaincue.
De la résidence commandée par les Albizi subsistent encore divers éléments architecturaux datant du XVe siècle. Le château fut encore embelli au fil des siècles, jusqu'au début du XVIIe siècle.
L'un des descendants de la famille, Vittorio degli Albizzi, a introduit de nouvelles méthodologies viticoles dans la région de Pomino (Rufina), non loin du château Nipozzano. À la mort de Vittorio en 1877, tous ses biens passèrent à la famille de sa sœur Leonia degli Albizzi, épouse d'Angelo Frescobaldi, car Vittorio ne s'était jamais marié.
Le Château Nipozzano appartient toujours à la famille Frescobaldi, ce qui en fait l'une des propriétés les plus célèbres et historiques.
Le château était autrefois dominé par la puissante masse quadrilatérale du donjon, mentionnée dans des documents depuis 1371, et entourée de deux tours de murs qui entouraient également la ville, y compris l'église de San Niccolò.
Après la Seconde Guerre mondiale, fut reconstruite l'église de San Niccolò, sur laquelle le donjon du château s'était effondré après l'explosion des mines allemandes survenue pendant la guerre.

## Galerie

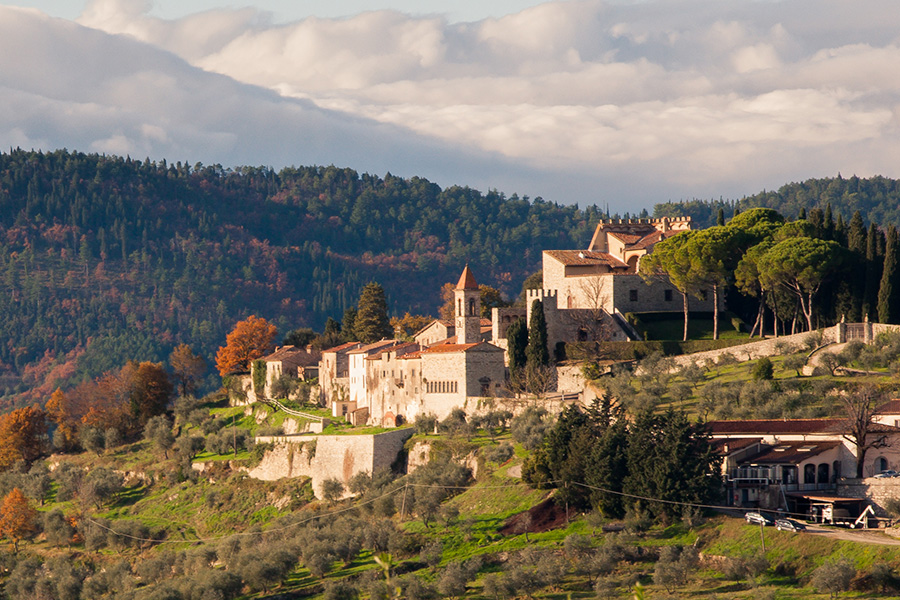
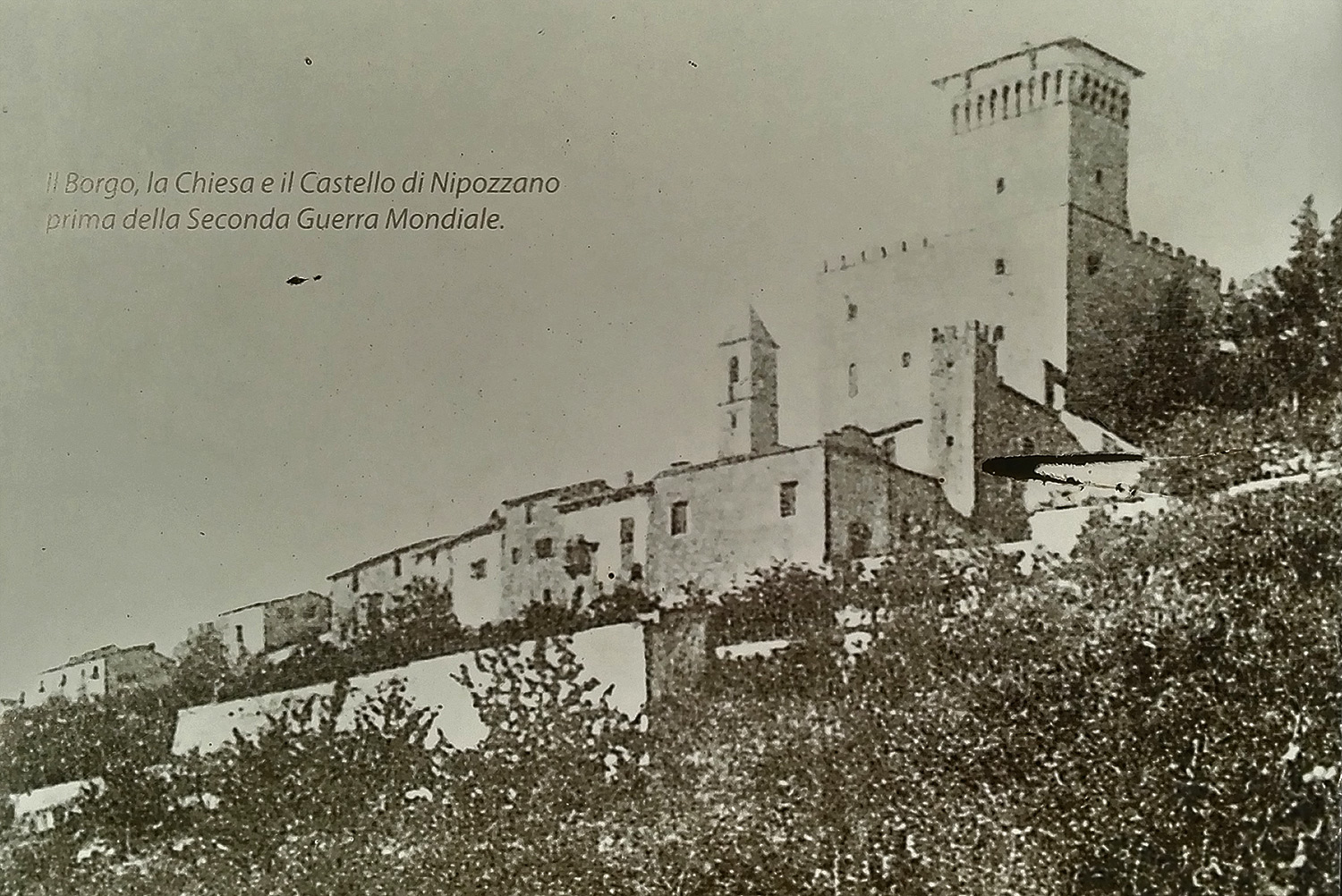
Avant la Seconde Guerre mondiale.